# Alexander Herrmann (Zauberkünstler)

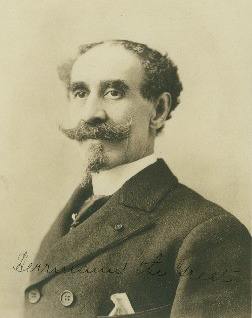
Alexander Herrmann

Alexander Herrmann (* 10. Februar 1844 in Paris; † 17. Dezember 1896 in Ellicottville) war ein deutschamerikanischer Zauberer, der um 1870 als Trickkünstler, der zahlreiche Illusionen erfand, bekannt war. Er trat unter den Namen Alexander the Great / Herrmann the Great oder The Great Herrmann auf.

## Leben
Alexander Herrmann war das jüngste von 16 Kindern der internationalen Zauberkünstlerfamilie Herrmann. Seine Eltern waren der deutsche Arzt Samuel Herrmann, der als Zauberer durch Europa zog, und seine Frau Anna Sarah Herrmann, geb. Meyer. Alexanders Bruder Compars Herrmann (1816–1887) hatte in jungen Jahren die Medizinschule verlassen, um seiner Karriere als Magier nachzugehen.
Alexander schloss sich im Alter von acht Jahren der Bühnenshow seines Bruders an, lernte bei ihm und ging mit ihm zusammen auf Tourneen durch Europa und Südamerika. Um 1876 trennten sich ihre Wege aufgrund einer Vereinbarung: Compars ging zurück nach Europa, und Alexander wurde im Juli 1876 in Boston amerikanischer Staatsbürger. 
In den 1880ern und 1890ern führte er zusammen mit seiner Frau Adelaide Herrmann (geb. Scarsez, 1853–1932) eine ausgeklügelte Bühnenshow vor. 
Als Alexander 1896 plötzlich an einer Herzinsuffizienz verstarb, setzte Adelaide die Show, zunächst mit Alexanders Neffen Leon Herrmann (1867–1909), bis ins Alter von 75 Jahren fort.
Herrmann hat heute einen Platz in der Hall of Fame der Society of American Magicians.